# Panggung (Kedung)
Panggung is een bestuurslaag in het regentschap Japara van de provincie Midden-Java, Indonesië. Panggung telt 1865 inwoners (volkstelling 2010).